# Lista amerykańskich nalotów w Pakistanie
Amerykańskie naloty na terytorium Pakistanu są prowadzone przez United States Air Force na zlecenie CIA przeciwko talibom i bojówkom protalibskim w tym Al-Kaidzie, którzy walczą z pakistańskim rządem. Zgodnie z administracją George W. Busha naloty były elementem wojny z terroryzmem. Do nalotów używane są bezzałogowe samoloty MQ-1 Predator, a także MQ-9 Reaper, które odpalają pociski rakietowe klasy powietrze-ziemia AGM-114 Hellfire, ważących 45-49 kilogramów.

## Historia nalotów

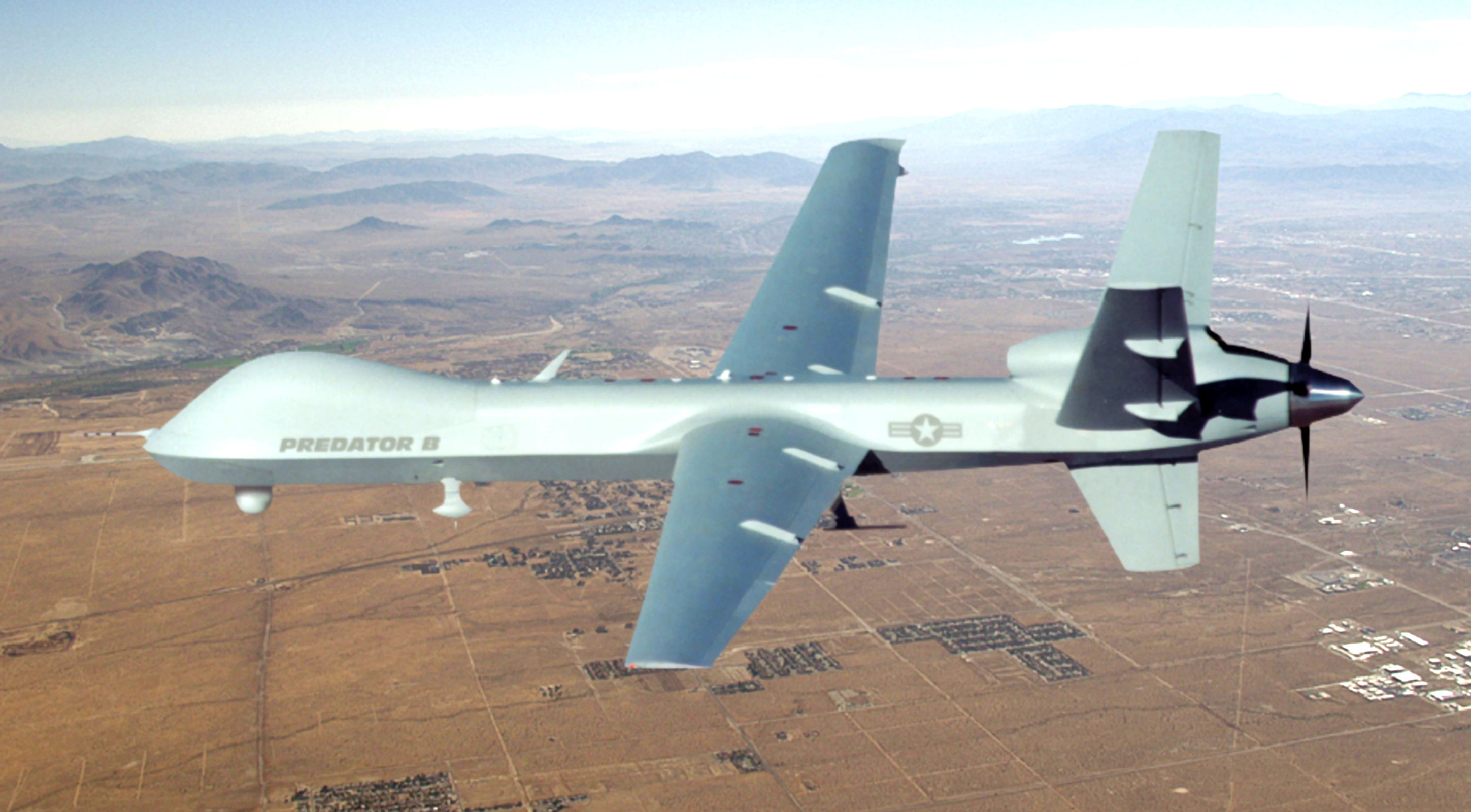
Bezzałogowy samolot amerykańskich sił powietrznych

Pierwsze rakiety odpalone z bezpilotowych jednostek powietrznych spadły na Waziristan 18 czerwca 2004 roku. W wyniku tego nalotu zabity został Nek Muhammad, ówczesny lider pakistańskich talibów. Po tym wydarzeniu do podobnych nalotów dochodziło niezwykle rzadko. Praktyki te na wysoką skalę zostały wznowione we wrześniu 2008. Po serii ataków, pakistańskie społeczeństwo gwałtownie protestowało przeciwko naruszaniu swej terytorialnej integralności.
Do kuriozalnej sytuacji doszło 16 września 2008, kiedy generał wojsk i rzecznik armii Pakistanu Athar Abbas wydał oświadczenie, którym zobowiązał siły pakistańskie do ostrzelania Amerykanów, którzy naruszają terytorium Pakistanu. Gdy będzie jasne, że obce wojska znajdują się na terytorium lub w przestrzeni powietrznej Pakistanu, żołnierze powinni otworzyć ogień, żadne wtargnięcia nie będą tolerowane - zaznaczył wówczas generał.
USA w odpowiedzi oskarżyło władze Pakistanu, iż nie robią one wystarczająco dużo, aby zapobiec przedostawaniu się talibów i bojowników Al-Kaidy przez granicę pakistańsko-afgańską. Nazajutrz po pakistańskim oświadczeniu amerykańskie drony kontynuowały operację w Waziristanie. Doprowadziło to 25 września do wymiany ognia między armią USA a pakistańską. Rannych zostało kilku żołnierzy, informacji o ofiarach nie doniesiono. Wcześniej armia pakistańska otwierała ogień do śmigłowców znajdujących się w przestrzeni powietrznej.
Po tych wydarzeniach stopniowo lotnictwo Stanów Zjednoczonych zaniechało ataków. Barack Obama, zaprzysiężony na prezydenta 30 stycznia 2009, zezwolił na dalszą kontynuację bombardowań terytoriów Pakistanu zajmowanych przez talibów i rebeliantów Al-Kaidy. Bombardowania znów zaczęły się powtarzać w trakcie pakistańskiej ofensywy w Południowym Waziristanie. W jednym z takich nalotów 5 sierpnia 2009, zginął dowódca pakistańskich talibów Baitullah Mehsud.
W 2010 amerykańskie samoloty wykonały najwięcej nalotów i atakowały przede wszystkim tereny Waziristanu Północnego. Szczególna kulminacja ataków wystąpiła we wrześniu 2010, kiedy to dokonano 26 nalotów, w których zginęło ponad 100 ekstremistów w tym kilka ważnych przywódców Talibanu i Al-Kaidy. in Szejk Fateh, szef Al-Kaidy w Pakistanie i Afganistanie, który był odpowiedzialny za planowanie ataków na miasta Europy. Zdecydowana postawa sił lotniczych USA spowodowała ponowne napięcie w stosunkach z Pakistanem. Pakistan naloty nadal uważał za naruszenie swojego terytorium i przypominał, że siły zachodniej koalicji mają mandat tylko na działania w Afganistanie. W jednym z nalotów 30 września zginęło trzech pakistańskich żołnierzy. Był to jednak nalot helikopterowy, które od tamtego okresu powtarzały się coraz częściej. W wyniku tarć, rząd pakistański wstrzymał 30 września ruch na szlaku zaopatrzeniowym dla wojsko NATO w Afganistanie, który wiedzie przez Przełęcz Chajber. Siły NATO odpowiedziały, że mają prawo ścigać rebeliantów na terytorium Pakistanu. Ruch na szlaku zaopatrzeniowym został wznowiony 9 października 2010.

## Lista nalotów

### 2004 - 2007
| Data              | Ofiary      | Lokalizacja                                    | Opis                                                                                                   |
| ----------------- | ----------- | ---------------------------------------------- | --- |
| 18 czerwca 2004   | 5 zabitych  | Wana, Południowy Waziristan                    | Pierwszy nalot zorganizowany przez CIA w którym zginął lider pakistańskich talibów Nek Muhammad Wazir. |
| 14 maja 2005      | 2 zabitych  | Północny Waziristan                            | W nalocie zginął m.in. członek Al-Kaidy Haitham al-Yemeni.                                             |
| 30 listopada 2005 | 5 zabitych  | Miranshah, Północny Waziristan                 | Wśród pięciu zabitych był Abu Hamza Rabia, postać nr 3. w Al-Kaidzie.                                  |
| 13 stycznia 2006  | 18 zabitych | Damadola, Bajaur                               | Atak w wykonaniu CIA, którego celem był Ajman az-Zawahiri, który jednak przeżył nalot.                 |
| 2 listopada 2006  | 5 zabitych  | Danday Darpa Khel, Północny Waziristan         | Celem ataku był Dżalaluddin Hakkani.                                                                   |
| 16 stycznia 2007  | 30 zabitych | Salamat Keley, Zamazola, Południowy Waziristan | W nalocie zginęli pakistańscy rebelianci.                                                              |
| 26 kwietnia 2007  | 4 zabitych  | Saidgi Północny Waziristan                     | 4 zabitych w bombardowaniu.                                                                            |
| 19 czerwca 2007   | 20 zabitych | Mami Rogha Północny Waziristan                 | Nalot w wykonaniu dwóch dronów.                                                                        |
| 2 listopada 2007  | 5 zabitych  | Miranshah, Północny Waziristan                 | W nalocie zginęli pakistańscy rebelianci.                                                              |

### 2008
| Data                 | Ofiary               | Lokalizacja                                     | Opis |
| -------------------- | -------------------- | ----------------------------------------------- | --- |
| 29 stycznia 2008     | 11 zabitych          | Północny Waziristan                             | W nalocie zginął Abu Laith al-Libi, ważny dowódca Al-Kaidy, a także 10 innych rebeliantów.                                                                    |
| 27 lutego 2008       | 12 zabitych          | Kalosha, Południowy Waziristan                  | Wśród 12 zabitych byli także cywile. |
| 18 marca 2008        | 16 zabitych          | Południowy Waziristan                           | Celem ataku był dom jednego z talibskich dowódców, na który spadły dwa pociski.                                                                               |
| 14 maja 2008         | 12 zabitych          | Damadola, Bajaur                                | Wśród 12 zabitych był Abu Sulajman Al-Jazairi, ważna postać Al-Kaidy.                                                                                         |
| 14 czerwca 2008      | 1 zabity             | Waziristan                                      | Trzy pociski spadły na kryjówkę, gdzie miał się ukrywać Baitullah Mehsud, lider pakistańskich talibów. Mehsuda tam nie było, śmierć poniósł inny ekstremista. |
| 28 lipca 2008        | 6 zabitych           | Południowy Waziristan                           | Abu Khabab al-Masr i innych pięciu członków Al-Kaidy poległo w bombardowaniu.                                                                                 |
| 12 sierpnia 2008     | 9 zabitych           | Angoor Ada, Południowy Waziristan               | Cztery naloty wymierzone w rebeliantów, którzy brali udział w wewnętrznym spotkaniu.                                                                          |
| 13 sierpnia 2008     | 25 zabitych          | Angoor Ada, Południowy Waziristan               | Wśród zabitych był jeden z talibskich dowódców Abdul Rehman.                                                                                                  |
| 20 sierpnia 2008     | 8 zabitych           | Południowy Waziristan                           | Dwa pociski spadły na kryjówki talibów. |
| 30 sierpnia 2008     | 2 zabitych           | Tappi, Miranshah, Północny Waziristan           | Nalot na obóz treningowy Al-Kaidy. |
| 31 sierpnia 2008     | 6 zabitych 8 rannych | Południowy Waziristan                           | Nalot zniszczył dom cywilny. |
| 4 września 2008      | 4 zabitych           | Char Khel, Północny Waziristan                  | Zabici to prawdopodobnie zagraniczni bojownicy. |
| 5 września 2008      | 6-12 zabitych        | Południowy Waziristan                           | Trzy rakiety uderzyły w dom w którym znajdowali się zagraniczni rebelianci.                                                                                   |
| 8 września 2008      | 23 zabitych          | Daande Darpkhel, Miranshah, Północny Waziristan | Celem ataku był Dżalaluddin Hakkani. Wśród zabitych była rodzina mułły, jednak Hakkani nie został zlikwidowany.                                               |
| 12 września 2008     | 12 zabitych          | Daande Darpkhel, Miranshah, Północny Waziristan | Zginęło pięciu cywilów i siedmiu talibów. |
| 17 września 2008     | 5 zabitych           | Baghar Cheena, Południowy Waziristan            | Wśród zabitych ważny członek Al-Kaidy Abu Ubaydah al Tunisi.                                                                                                  |
| 30 września 2008     | 6 zabitych           | Mir Ali, Północny Waziristan                    | Rakiety uderzyły w dom miejscowego dowódcy talibów. |
| 3 października 2008  | 21 zabitych          | Datta Khel, Północny Waziristan                 | W ataku dwóch dronów zginęło 21 rebeliantów w tym 16 zagranicznych.                                                                                           |
| 9 października 2008  | 6 zabitych           | Tappi, Miranshah, Północny Waziristan           | W nalocie zginęło sześciu rebeliantów. |
| 11 października 2008 | 5 zabitych 2 rannych | Miranshah, Północny Waziristan                  | Rakieta wystrzelona z drona uderzyła w kryjówkę talibów. |
| 16 października 2008 | 5 zabitych           | Taparghai, Południowy Waziristan                | W nalocie zginął Khalid Habib, istotna postać Al-Kaidy. |
| 22 października 2008 | 4 zabitych           | Miranshah, Północny Waziristan                  | Zabici to czterej cywile. |
| 26 października 2008 | 20 zabitych          | Południowy Waziristan                           | W bombardowaniu zginęli pakistańscy talibowie. |
| 31 października 2008 | 7 zabitych           | Wana, Południowy Waziristan                     | Nalot spowodował śmierć siedmiu osób, w tym sześciu zagranicznych.                                                                                            |
| 31 października 2008 | 20 zabitych          | Waziristan                                      | Wśród 20 zabitych lokalni liderzy Al-Kaidy - Abu Akash i Mohammad Hasan Khalil al-Hakim.                                                                      |
| 7 listopada 2008     | 14 zabitych          | Kumsham, Północny Waziristan                    | W wyniku odpalenia czterech rakiet zginęło 14 rebeliantów. |
| 14 listopada 2008    | 12 zabitych          | Miranshah, Północny Waziristan                  | W ataku zginęło 12 osób, według USA kilka członków Al-Kaidy.                                                                                                  |
| 19 listopada 2008    | 5 zabitych           | Bannu                                           | Abdullah Azam al-Saudi i czterech innych rebeliantów zginęło w nalocie.                                                                                       |
| 22 listopada 2008    | 5 zabitych           | Północny Waziristan                             | Wśród zabitych członkowie Al-Kaidy - Rashid Rauf i Abu Zubair al-Masri.                                                                                       |
| 29 listopada 2008    | 3 zabitych           | Miranshah, Północny Waziristan                  | Trzech zabitych w kolejnym nalocie. |
| 11 grudnia 2008      | 7 zabitych           | Azam Warzak, Południowy Waziristan              | W amerykańskim nalocie zginęło siedmiu rebeliantów. |
| 15 grudnia 2008      | 2 zabitych           | Tapi Tool, Miranshah, Północny Waziristan       | Dwie osoby zabite w nalocie. |
| 22 grudnia 2008      | 8 zabitych           | Miranshah, Północny Waziristan                  | W bombardowaniu poległo osiem osób. |

### 2009
| Data                 | Ofiary                 | Lokalizacja                                    | Uwagi |
| -------------------- | ---------------------- | ---------------------------------------------- | --- |
| 1 stycznia 2009      | 2 zabitych             | Waziristan                                     | Dwóch członków Al-Kaidy - Usama al-Kini i Sheikh Ahmed Salim Swedan, zginęło w nalocie.                         |
| 2 stycznia 2009      | 4 zabitych             | Ladha, Południowy Waziristan                   | 4 osoby zginęły w nalocie predatora.                                                                            |
| 23 stycznia 2009     | 14 zabitych            | Mirali, Północny Waziristan                    | Pierwszy nalot za prezydencji Baracka Obamy. W dwóch atakach odpalono pięć pocisków.                            |
| 14 lutego 2009       | 30 zabitych            | Makin, Południowy Waziristan                   | Samolot bezpilotowy wystrzelił dwa pociski.                                                                     |
| 16 lutego 2009       | 30 zabitych            | Kurram                                         | Nalot na obóz treningowy talibów.                                                                               |
| 1 marca 2009         | 7 zabitych             | Sararogha, Południowy Waziristan               | W wyniku odpalenia dwóch rakiet zginęło siedem osób.                                                            |
| 7 marca 2009         | 0 zabitych             | Południowy Waziristan                          | Talibowie zestrzelili jeden z dwóch samolotów bezzałogowych.                                                    |
| 12 marca 2009        | 24 zabitych 50 rannych | Berju, Kurram                                  | W nalocie zginęli rebelianci w tym wielu zagranicznych.                                                         |
| 15 marca 2009        | 4 zabitych             | Jani Khel, Bannu                               | Pocisk uderzył w dom lokalnego dowódcy talibów.                                                                 |
| 25 marca 2009        | 7 zabitych             | Makin, Południowy Waziristan                   | W nalocie zginęło siedmiu rebeliantów i zniszczeniu uległy dwa pojazdy, którymi się poruszali.                  |
| 26 marca 2009        | 4 zabitych             | Essokhel, Północny Waziristan                  | Dwa pociski zostały wymierzone w górskie kryjówki talibów.                                                      |
| 1 kwietnia 2009      | 14 zabitych            | Orakzai                                        | . |
| 4 kwietnia 2009      | 13 zabitych            | Północny Waziristan                            | [ 63 ] |
| 8 kwietnia 2009      | 4 zabitych             | Gangi Khel, Południowy Waziristan              | Ostrzał kryjówek talibów                                                                                        |
| 19 kwietnia 2009     | 3 zabitych 5 rannych   | Południowy Waziristan                          | [ 65 ] |
| 29 kwietnia 2009     | 6 zabitych             | Kanni Garam, Południowy Waziristan             | Zginęło sześciu rebeliantów w tym dwóch zagranicznych.                                                          |
| 9 maja 2009          | 6 zabitych             | Sararogha, Południowy Waziristan               | [ 67 ] |
| 12 maja 2009         | 8 zabitych             | Sra Khawra, Południowy Waziristan              | [ 68 ] |
| 16 maja 2009         | 25 zabitych            | Sarkai Naki, Północny Waziristan               | Dwa pociski zabiły 25 rebeliantów w tym kilku z Al-Kaidy.                                                       |
| 14 czerwca 2009      | 5 zabitych             | Południowy Waziristan                          | [ 70 ] |
| 18 czerwca 2009      | 13 zabitych            | Shahalam, Południowy Waziristan                | Dwa pociski zabiły 25 rebeliantów w tym kilku z Al-Kaidy.                                                       |
| 22 czerwca 2009      | 83 zabitych            | Makin, Północny Waziristan                     | Celem ataku lider talibów, Baitullah Mehsud. Najkrwawszy nalot odbył się w ramach lotniczej części Rah-e-Nijat. |
| 23 czerwca 2009      | 8 zabitych             | Neej Narai, Południowy Waziristan              | [ 74 ] |
| 3 lipca 2009         | 13 zabitych            | Południowy Waziristan                          | [ 75 ] |
| 7 lipca 2009         | 12 zabitych            | Zangarha, Południowy Waziristan                | W nalocie zginęło 12 rebeliantów. Celem ataku był lider talibów Baitullah Mehsud, który przeżył atak.           |
| 8 lipca 2009         | 50 zabitych            | Karwan Manza, Południowy Waziristan            | W podwójnym nalocie życie straciło ok. 50 talibów.                                                              |
| 12 lipca 2009        | 5-8 zabitych           | Painda Khel, Południowy Waziristan             | W podwójnym nalocie życie straciło ok. 50 talibów.                                                              |
| 17 lipca 2009        | 4 zabitych             | Północny Waziristan                            | [ 79 ] |
| 5 sierpnia 2009      | 12 zabitych            | Południowy Waziristan                          | W nalocie zginął Baitullah Mehsud, lider pakistańskich talibów.                                                 |
| 11 sierpnia 2009     | 10 zabitych            | Ladda, Południowy Waziristan                   | W nalocie zginął Baitullah Mehsud, lider pakistańskich talibów.                                                 |
| 21 sierpnia 2009     | 21 zabitych            | Darpa Kheil, Północny Waziristan               | Celem ataku był Sirajuddin Haqqani, jednak zginęło 21 innych talibów .                                          |
| 27 sierpnia 2009     | 8 zabitych             | Kaniguram, Południowy Waziristan               | W nalocie zginął Tohir Jułdaszew, lider Islamskiego Ruchu Uzbekistanu.                                          |
| 8 września 2009      | 10 zabitych            | Północny Waziristan                            | [ 84 ] |
| 14 września 2009     | 4 zabitych             | Mir Ali, Północny Waziristan                   | [ 85 ] |
| 24 września 2009     | 12 zabitych            | Dande Darpa Khel, Mir Ali, Północny Waziristan | [ 86 ] |
| 29 września 2009     | 6 zabitych             | Sararogha, Południowy Waziristan               | Sześciu zabitych talibów w tym dwóch Uzbeckich                                                                  |
| 30 września 2009     | 6 zabitych             | Novak, Północny Waziristan                     | Nalot na talibskie kryjówki.                                                                                    |
| 15 października 2009 | 4 zabitych             | Północny Waziristan                            | [ 89 ] |
| 21 października 2009 | 2-3 zabitych           | Spalaga, Północny Waziristan                   | [ 90 ] |
| 24 października 2009 | 27 zabitych            | Damdolla, Bajaur                               | Wśród 27 zabitych członkowie Talibanu i Al-Kaidy w tym 11 rebeliantów zagranicznych.                            |
| 5 listopada 2009     | 2 zabitych             | Miranshah, Północny Waziristan                 | Wśród 27 zabitych członkowie Talibanu i Al-Kaidy w tym 11 rebeliantów zagranicznych                             |
| 18 listopada 2009    | 4 zabitych 5 rannych   | Shanakhora, Północny Waziristan                | [ 92 ] |
| 20 listopada 2009    | 8 zabitych             | Machikhel, Mir Ali, Północny Waziristan        | [ 93 ] |
| 8 grudnia 2009       | 3 zabitych             | Miranshah, Północny Waziristan                 | W nalocie zginął Saleh al-Somali, somalijski bojownik w służbie Al-Kaidy .                                      |
| 10 grudnia 2009      | 6 zabitych             | Ladha, Południowy Waziristan                   | Zabici to czterej członkowie Al-Kaidy i dwaj talibowie. Nalot w ramach operacji Rah-e-Nijat.                    |
| 17 grudnia 2009      | 17 zabitych            | Północny Waziristan                            | W dwóch nalotach zginęło 17 talibów.                                                                            |
| 18 grudnia 2009      | 3 zabitych             | Dattakhel, Północny Waziristan                 | [ 97 ] |
| 26 grudnia 2009      | 13 zabitych            | Saidgai, Północny Waziristan                   | [ 98 ] |
| 31 grudnia 2009      | 4 zabitych             | Machikhel, Północny Waziristan                 | [ 99 ] |

### 2010
| Data                 | Ofiary        | Lokalizacja                                  | Opis |
| -------------------- | ------------- | -------------------------------------------- | --- |
| 1 stycznia 2010      | 3 zabitych    | Ghundikala, Północny Waziristan              | Pociski zostały skierowane w samochód w którym znajdowali się rebelianci.                                                                                              |
| 3 stycznia 2010      | 5 zabitych    | Mosakki, Północny Waziristan                 | [ 101 ] |
| 6 stycznia 2010      | 35 zabitych   | Sanzalai, Północny Waziristan                | Dwa naloty na stanowiska rebeliantów. |
| 8 stycznia 2010      | 5 zabitych    | Tappi, Północny Waziristan                   | W bombardowaniu zginął lokalny lider talibów Gul Bahadur. |
| 9 stycznia 2010      | 4 zabitych    | Ismail Khan, Północny Waziristan             | [ 104 ] |
| 13 stycznia 2010     | 15 zabitych   | Północny Waziristan                          | W nalocie zginęło 15 talibów w tym trzech dowódców |
| 15 stycznia 2010     | 15 zabitych   | Zannini, Mir Ali, Północny Waziristan        | W nalocie zginęło 15 talibów w tym trzech dowódców. |
| 15 stycznia 2010     | 6 zabitych    | Bichi, Północny Waziristan                   | Drugi nalot tego dnia zabił sześciu kolejnych rebeliantów. |
| 17 stycznia 2010     | 9 zabitych    | Shakai, Południowy Waziristan                | Zginęło 20 talibów. Lider pakistańskich talibów Hakimullah Mehsud odniósł rany w nalocie.                                                                              |
| 19 stycznia 2010     | 15 zabitych   | Booya, Północny Waziristan                   | Dwa pociski spadły na talibską kryjówkę i pojazd. |
| 29 stycznia 2010     | 20 zabitych   | Muhammad Khel, Północny Waziristan           | Z amerykańskiego samolotu bezzałogowego odpalono trzy rakiety, które spadły na górskie kryjówki Hakimullah Mehsud odniósł rany w nalocie.                              |
| 2 lutego 2010        | 29 zabitych   | Północny Waziristan                          | Co najmniej osiem pocisków wystrzelonych w cztery różne miejsca spowodowały śmierć 29 osób.                                                                            |
| 14 lutego 2010       | 5 zabitych    | Mir Ali, Północny Waziristan                 | . |
| 15 lutego 2010       | 1 zabity      | Północny Waziristan                          | W nalocie zginął Abdul Haq al-Turkistani, lider Turkmenistańskiej Islamskiej Partii.                                                                                   |
| 17 lutego 2010       | 3 zabitych    | Tapi, Północny Waziristan                    | [ 109 ] |
| 18 lutego 2010       | 4 zabitych    | Północny Waziristan                          | Zabici to talibscy partyzanci w tym brat Hakkaniego. |
| 24 lutego 2010       | 13 zabitych   | Dargah Mandi, Północny Waziristan            | Wśród zabitych Mohammed Qari Zafar, odpowiedzialny za kilka zamachów w Pakistanie.                                                                                     |
| 8 marca 2010         | 5 zabitych    | Miranshah, Północny Waziristan               | Amerykański dron wystrzelił trzy pociski. Jednym z zabitych był Hussein al-Yemeni, członek Al-Kaidy, który zaplanował atak na bazę CIA w Afganistanie 30 grudnia 2009. |
| 10 marca 2010        | 12 zabitych   | Mizar Madakhel, Północny Waziristan          | . |
| 16 marca 2010        | 8-10 zabitych | Datakhel, Północny Waziristan                | Wśród zabitych rebelianci Al-Kaidy. |
| 21 marca 2010        | 8 zabitych    | Datakhel, Północny Waziristan                | W kolejnym podwójnym nalocie zginęło osiem osób. |
| 23 marca 2010        | 6 zabitych    | Miranshah, Północny Waziristan               | Dwa pociski spadły na kryjówki - zginęło sześciu bojowników. |
| 27 marca 2010        | 4 zabitych    | Mir Ali, Północny Waziristan                 | W kolejnym podwójnym nalocie zginęło osiem osób. |
| 30 marca 2010        | 6 zabitych    | Tapi, Północny Waziristan                    | [ 117 ] |
| 12 kwietnia 2010     | 5 zabitych    | Północny Waziristan                          | Dwa pociski zabiły pięć osób. |
| 14 kwietnia 2010     | 4 zabitych    | Anbarshaga, Północny Waziristan              | Wszyscy zabici to islamscy ekstremiści. |
| 16 kwietnia 2010     | 6 zabitych    | Anbarshaga, Północny Waziristan              | Dwa samoloty bezzałogowe odpaliły siedem pocisków rakietowych. |
| 24 kwietnia 2010     | 7 zabitych    | Marsi Khel, Północny Waziristan              | Siedmiu zabitych talibów w nalocie. |
| 26 kwietnia 2010     | 5 zabitych    | Khushali Toorkhel, Północny Waziristan       | [ 122 ] |
| 3 maja 2010          | 4 zabitych    | Północny Waziristan                          | [ 123 ] |
| 9 maja 2010          | 10 zabitych   | Północny Waziristan                          | [ 124 ] |
| 11 maja 2010         | 24 zabitych   | Gorwek, Północny Waziristan                  | Potężny nalot podczas którego odpalono 18 pocisków. Wśród zabitych jeden z liderów talibów Maulvi Kalam.                                                               |
| 15 maja 2010         | 15 zabitych   | Chajber                                      | Pierwszy nalot w Przełęczy Chajberskiej w którym życie straciło 15 bojowników.                                                                                         |
| 21 maja 2010         | 11 zabitych   | Mohammad Khel, Północny Waziristan           | W nalocie zginął Saeed al-Masri, postać nr 3. w Al-Kaidzie. |
| 28 maja 2010         | 11 zabitych   | Nazai Narai, Południowy Waziristan           | |
| 10 czerwca 2010      | 3 zabitych    | Północny Waziristan                          | [ 128 ] |
| 11 czerwca 2010      | 15 zabitych   | Północny Waziristan                          | [ 129 ] |
| 19 czerwca 2010      | 16 zabitych   | Mir Ali, Północny Waziristan                 | Wśród zabitych ważny członek Al-Kaidy Abu Ahmed Tarkash. |
| 26 czerwca 2010      | 7 zabitych    | Mir Ali, Północny Waziristan                 | [ 131 ] |
| 27 czerwca 2010      | 5 zabitych    | Północny Waziristan                          | [ 132 ] |
| 29 czerwca 2010      | 8 zabitych    | Wana, Północny Waziristan                    | [ 133 ] |
| 15 lipca 2010        | 7 zabitych    | Północny Waziristan                          | [ 134 ] |
| 24 lipca 2010        | 12 zabitych   | Nazai Narai, Południowy Waziristan           | Dwa pociski spadły na kryjówki zabijając 12 talibów |
| 25 lipca 2010        | 14 zabitych   | Shakai, Południowy Waziristan                | [ 136 ] |
| 25 lipca 2010        | 4 zabitych    | Sararogha, Południowy Waziristan             | [ 136 ] |
| 25 lipca 2010        | 7 zabitych    | Tapi, Północny Waziristan                    | [ 136 ] |
| 14 sierpnia 2010     | 13 zabitych   | Mir Ali Północny Waziristan                  | W nalocie zginął talibski dowódca Amir Moaviya. |
| 21 sierpnia 2010     | 20 zabitych   | Północny Waziristan                          | W nalocie zginęło 13 rebeliantów oraz siedmiu cywilów w tym trzech mężczyzn i troje dzieci.                                                                            |
| 23 sierpnia 2010     | 20 zabitych   | Północny Waziristan                          | W nalocie zginęło 13 rebeliantów oraz siedmiu cywilów w tym trzech mężczyzn i troje dzieci.                                                                            |
| 28 sierpnia 2010     | 5 zabitych    | Kurram                                       | W wyniku nalotu zginęło czterech talibów i zniszczeniu uległy dwa pojazdy.                                                                                             |
| 3 września 2010      | 12 zabitych   | Północny Waziristan                          | W dwóch nalotach zginęło łącznie 12 rebeliantów. |
| 4 września 2010      | 8 zabitych    | Datta Khel, Północny Waziristan              | W nalocie zginęło ośmiu bojowników w tym trzech zagranicznych. |
| 8 września 2010      | 24 zabitych   | Mirshanah, Północny Waziristan               | W oddzielnych czterech nalotach śmierć poniosło łącznie 24 talibów. |
| 10 września 2010     | 3 zabitych    | Północny Waziristan                          | [ 144 ] [ martwy link ] |
| 11 września 2010     | 5 zabitych    | Północny Waziristan                          | Nalot na dom Hafiz Gul Bahadura. Jeden z liderów talibów przeżył atak                                                                                                  |
| 13 września 2010     | 11 zabitych   | Showal, Północny Waziristan                  | W dom w którym skryli się talibowie uderzyły dwa pociski. |
| 15 września 2010     | 12 zabitych   | Północny Waziristan                          | W nalocie na kryjówki, zginęło 12 talibów pod wodzą Hakkaniego, który przeżył atak.                                                                                    |
| 16 września 2010     | 21 zabitych   | Dandi Derpakhel, Północny Waziristan         | Podwójny nalot na pozycje talibów. |
| 19 września 2010     | 5 zabitych    | Datta Khel, Północny Waziristan              | Rakiety uderzyły w budynek w którym schronili się rebelianci. |
| 20 września 2010     | 12 zabitych   | Datta Khel, Północny Waziristan              | W kolejnych dwóch nalotach zginęło 12 rebeliantów. |
| 21 września 2010     | 16 zabitych   | Północny Waziristan                          | W nalocie na granicy Południowego i Północnego Wazrirstanu zginęło 16 talibów w tym mułła Shamsullah.                                                                  |
| 25 września 2010     | 4 zabitych    | Miranshah, Północny Waziristan               | Pociski spadły na pojazd, którym poruszali się rebelianci. Wśród zabitych Szejk Fateh, szef Al-Kaidy w Pakistanie i Afganistanie.                                      |
| 26 września 2010     | 7 zabitych    | Lawara Mandi, Północny Waziristan            | Pociski w dom w którym kryli się rebelianci. |
| 27 września 2010     | 4 zabitych    | Miranshah, Północny Waziristan               | [ 154 ] |
| 28 września 2010     | 4 zabitych    | Zeba, Południowy Waziristan                  | Atak na kryjówki bojowników. |
| 2 października 2010  | 17 zabitych   | Datta Khel, Północny Waziristan              | Pociski uderzyły w budynek w którym znajdowali się rebelianci. |
| 4 października 2010  | 8 zabitych    | Mir Ali, Północny Waziristan                 | W nalocie zginęło ośmiu rebeliantów z niemieckimi paszportami. |
| 6 października 2010  | 11 zabitych   | Mir Ali, Północny Waziristan                 | Dwa naloty jednego dnia w okolicy miasta Mir Ali. |
| 7 października 2010  | 4 zabitych    | Mir Ali, Północny Waziristan                 | Czterech zabitych w kolejnym nalocie pod Mir Ali. |
| 8 października 2010  | 9 zabitych    | Mohammad Khel i Charkhel Północny Waziristan | W podwójnym nalocie na kryjówki rebeliantów, zginęło dziewięciu talibów.                                                                                               |
| 10 października 2010 | 8 zabitych    | Mir Ali, Północny Waziristan                 | W nalocie zginęło ośmiu talibów. |
| 13 października 2010 | 5 zabitych    | Miranshah, Północny Waziristan               | Cztery pociski spadły na budynek i pojazd zajmowany przez rebeliantów.                                                                                                 |
| 15 października 2010 | 4 zabitych    | Miranshah, Północny Waziristan               | W wyniku odpalenia dwóch pocisków zginęło czterech bojowników. |
| 18 października 2010 | 7 zabitych    | Datta Khel, Północny Waziristan              | Sześć pocisków spadło na kryjówki talibskie. |
| 27 października 2010 | 3 zabitych    | Datta Khel, Północny Waziristan              | Nalot na pozycje rebeliantów. |
| 28 października 2010 | 6 zabitych    | Datta Khel, Północny Waziristan              | Nalot na pozycje rebeliantów. |
| 1 listopada 2010     | 5 zabitych    | Północny Waziristan                          | Cztery odpalone pociski zabiły pięciu rebeliantów. |
| 3 listopada 2010     | 13 zabitych   | Północny Waziristan                          | Potrójny nalot na wioski Waziristanu Północnego. |
| 7 listopada 2010     | 13 zabitych   | Północny Waziristan                          | Podwójny nalot na wioski Waziristanu Północnego. |
| 11 listopada 2010    | 6 zabitych    | Ghulam Khan, Północny Waziristan             | W nalocie zginęło sześciu talibów. |
| 13 listopada 2010    | 4 zabitych    | Miranshah, Północny Waziristan               | Dwa pociski spadły na kryjówki rebeliantów. |
| 16 listopada 2010    | 20 zabitych   | Ghulam Khan, Północny Waziristan             | Atak na pojazdy, którymi poruszali się talibowie. |
| 19 listopada 2010    | 3 zabitych    | Mir, Północny Waziristan                     | W nalocie zginęło trzech rebeliantów. |
| 21 listopada 2010    | 6 zabitych    | Khaddi, Północny Waziristan                  | Samolot wystrzelił dwa pociski rakietowe na dom w którym ukrywali się talibowie.                                                                                       |
| 22 listopada 2010    | 4 zabitych    | Północny Waziristan                          | W nalocie zginęło czterech rebeliantów. |
| 26 listopada 2010    | 4 zabitych    | Pir Keley, Północny Waziristan               | . |
| 28 listopada 2010    | 3 zabitych    | Hasan Khel, Północny Waziristan              | . |
| 6 grudnia 2010       | 5 zabitych    | Khysore, Północny Waziristan                 | - |
| 10 grudnia 2010      | 4 zabitych    | Khadar Khel, Północny Waziristan             | [ 178 ] |
| 17 grudnia 2010      | 54 zabitych   | Przełęcz Chajberska                          | Potrójny nalot w którym zginęło 54 talibów. Wśród zabitych lokalni dowódccy talibscy Ali Marjan i Ibne Amin członek Al-Kaidy z Doliny Swat.                            |
| 27 grudnia 2010      | 18 zabitych   | Shera Tala, Północny Waziristan              | W nalocie zginęło 18 osób. |
| 28 grudnia 2010      | 15 zabitych   | Ghulam Khan, Północny Waziristan             | W nalocie zginęło 15 osób. |

### 2011
| Data             | Ofiary       | Lokalizacja                                                     | Opis                                                                     |
| ---------------- | ------------ | --------------------------------------------------------------- | ------------------------------------------------------------------------ |
| 1 stycznia 2011  | 11 zabitych  | Północny Waziristan                                             | W noworocznym nalocie zginęło 11 talibskich rebeliantów.                 |
| 7 stycznia 2011  | 5 zabitych   | Mirshanah, Północny Waziristan                                  | Nalot na kryjówki rebeliantów.                                           |
| 12 stycznia 2011 | 3-4 zabitych | Haiderkhel, Północny Waziristan                                 | [ 184 ]                                                                  |
| 18 stycznia 2011 | 4-5 zabitych | Asar, Północny Waziristan                                       | [ 184 ]                                                                  |
| 23 stycznia 2011 | 3-4 zabitych | Doga Mada Khel, Północny Waziristan                             | [ 184 ]                                                                  |
| 23 stycznia 2011 | 6 zabitych   | Mando Khel, Północny Waziristan                                 | [ 184 ]                                                                  |
| 20 lutego 2011   | 4-7 zabitych | Kaza Panga, Południowy Waziristan                               | [ 184 ]                                                                  |
| 21 lutego 2011   | 7 zabitych   | Spalga, Północny Waziristan                                     | W ataku zginęło siedmiu zagranicznych bojowników.                        |
| 24 lutego 2011   | 4-5 zabitych | Dande Darpakhel, Południowy Waziristan                          | [ 184 ]                                                                  |
| 8 marca 2011     | 10 zabitych  | Landidog, Południowy Waziristan Ismail Khel Północny Waziristan | [ 184 ]                                                                  |
| 11 marca 2011    | 10 zabitych  | Ghorski i Spinwam Północny Waziristan                           | [ 184 ]                                                                  |
| 13 marca 2011    | 10 zabitych  | Azam Warsak i Spalga Północny Waziristan                        | [ 184 ]                                                                  |
| 14 marca 2011    | 3-6 zabitych | Malik Jashdar, Północny Waziristan                              | [ 184 ]                                                                  |
| 16 marca 2011    | 4-6 zabitych | Datta Khel, Północny Waziristan                                 | [ 184 ]                                                                  |
| 17 marca 2011    | 45 zabitych  | Datta Khel, Północny Waziristan                                 | W wyniku amerykańskiego nalotu zginęło 38 cywilów i siedmiu rebeliantów. |
| 13 kwietnia 2011 | 4-6 zabitych | Angoor Adda, Południowy Waziristan                              | [ 184 ]                                                                  |
| 22 kwietnia 2011 | 25 zabitych  | Spinwam, Południowy Waziristan                                  | W ataku na kryjówki rebeliantów, oprócz 17 partyzantów zginęli cywile    |
| 6 maja 2011      | 16 zabitych  | Datta Khel, Północny Waziristan                                 | W nalocie zginęło sześciu cywilów i dziesięć bojowników                  |

### 2013
| Data             | Ofiary     | Lokalizacja                                     | Opis |
| ---------------- | ---------- | ----------------------------------------------- | --- |
| 29 maja 2013     | 7 zabitych | Chashma, Miranshah, Północny Waziristan         | W nalocie zginął Wali-ur-Rehman, nr 2 pakistańskich talibów i dowódca TTP na terenie Południowego Waziristanu. |
| 1 listopada 2013 | 5 zabitych | Dande Darpakhel, Mirshanah, Północny Waziristan | Po wystrzeleniu czterech pocisków w poruszający się samochód, zginął lider pakistańskich talibów Hakimullah Mehsud oraz jego zastępca Tariq Mehsud, ochroniarz, a także dwóch innych bojowników. Zgon lidera TTP został potwierdzony przez talibów. |

## Statystyka nalotów
| Rok  | Liczba nalotów | Liczba zabitych |
| ---- | -------------- | --------------- |
| 2004 | 1              | 7               |
| 2005 | 3              | 15              |
| 2006 | 2              | 94              |
| 2007 | 4              | 63              |
| 2008 | 36             | 298             |
| 2009 | 54             | 549             |
| 2010 | 122            | 849             |
| 2011 | 73             | 517             |
| 2012 | 48             | 306             |
| 2013 | 21             | 132             |
| Suma | 291            | 2830            |

Według analizy Daily Times, mieszkańcy Waziristanu popierają bezwzględne kroki przeciwko islamskim radykałom w Pakistanie. Mimo częstych ofiar w cywilach, panuje przekonanie, iż naloty w wykonaniu dronów zwiększają bezpieczeństwo na terenach zajmowanych przez talibów.
Wysoki Komisarz Narodów Zjednoczonych do spraw Uchodźców (UNHCR) wydała raport krytykujący taktykę USA. Stwierdzał on, że w nalotach masowo ginęli cywile, co jest pogwałceniem międzynarodowych regulacji praw człowieka.
W październiku 2013 pakistańskie władze oświadczyły powołując się na raport ONZ, że od 2004 doszło do 330 ataków z wykorzystaniem samolotów bezzałogowych. W nalotach amerykańskich dronów zginęło co najmniej 2200 osób. W tej liczbie zawierało się 400 cywilów. Odmienne dane przedstawił pakistański rząd, który twierdził, że od 2008 zginęło 67 cywilów, co dawało 3% wszystkich ofiar.
23 października 2013 premier Pakistanu Nawaz Sharif w czasie spotkania z Barackiem Obamą w Waszyngtonie zażądał zaprzestania ataków samolotów bezzałogowych na cele na pakistańskim terytorium. Jednak według gazety "Washington Post", która weszła w posiadanie tajny dokumentów CIA i władz pakistańskich, Islamabad mimo oficjalnego sprzeciwu, aprobował amerykańskie rajdy w wykonaniu samolotów bezzałogowych. Władze Pakistanu zdementowały te informacje.
10 marca 2014 ONZ wezwało do przeprowadzenie niezależnego śledztwa dt. nalotów dronów na terytorium Pakistanu.